# Ian Stewart (muzyk)

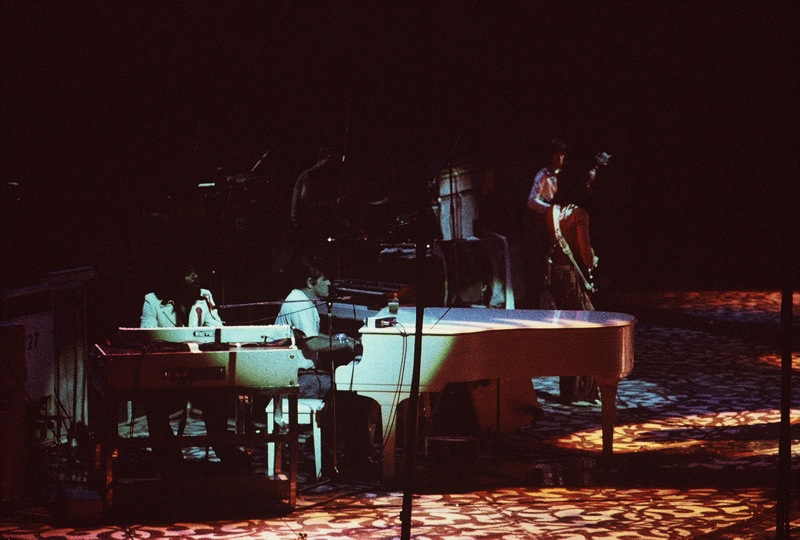
Ian Stewart i Billy Preston, koncert The Rolling Stones (1975)

Ian Andrew Robert Stewart (ur. 18 lipca 1938 w Pittenweem, zm. 12 grudnia 1985 w Londynie) – szkocki pianista i jeden z twórców (obok Briana Jonesa) zespołu The Rolling Stones. Stu, jak go nazywano, jako pierwszy bo już w maju 1962 zgłosił się do nowo powstającego zespołu Briana Jonesa, który 2 maja 1962 zamieścił ogłoszenie w czasopiśmie muzycznym "Jazz News", że powstaje nowy zespół i poszukuje do niego gitarzystów i wokalistów, a także saksofonistę, pianistę, basistę i perkusistę. W maju 1963 Stewart został wykluczony z zespołu przez menadżera zespołu Andrew Looga Oldhama, jednak Stu pozostał nadal menadżerem tras koncertowych i klawiszowcem The Rolling Stones.